# Malasia en los Juegos Olímpicos de Atlanta 1996
Malasia estuvo representada en los Juegos Olímpicos de Atlanta 1996 por un total de 35 deportistas, 32 hombres y 3 mujeres, que compitieron en 8 deportes.
El portador de la bandera en la ceremonia de apertura fue el jugador de hockey sobre hierba Nor Saiful Zaini Nasiruddin.

## Medallistas
El equipo olímpico malasio obtuvo las siguientes medallas:
| Nombre                      | Deporte   | Competición  |
| --------------------------- | --------- | ------------ |
| Oro                         |           |              |
| —                           |           |              |
| Plata                       |           |              |
| Cheah Soon Kit Yap Kim Hock | Bádminton | Dobles M     |
| Bronce                      |           |              |
| Rashid Sidek                | Bádminton | Individual M |